# 竞争性
，或稱競用性、敵對性（英語：Rivalry），是经济学中財貨的一种特征，是指當一個經濟行為者消費一項財貨時，其他消費者無法接續去消費同一項財貨。或是，當一個財貨正在被一個經濟行為者消費時，在市場上這項財貨上的總存量會減少，因此這特性有時也被稱為可減的（英語：subtractable）。當一個財貨是非敵對性（non-rivalrous）或非競爭性（non-rival），不代表總生產成本是零，只是額外增加產量的成本是零，因此當消費財貨增加時，這項財貨的總存量仍可保持不變，因此也被稱為非可減的（non-subtractable）。若一項財貨是反競爭性（anti-rivalrous），代表具有包容（inclusive）與聯合供應（jointness of supply）的特性，當消費者消費這項財貨的數量越多時，這項財貨的總存量反而會同時增加。
因為竞争性有程度之別，一項財貨可以被放在競爭性與非競爭性以至於反競爭性之間。例如，道路及網路寬頻的使用在未飽和時是非竞争性的，但出現擁塞時，更多的使用者就意味着其他人的速度減慢。因此，經濟學理論將竞争性視為一連續光譜，而不是二元分類,，大部分貨品都界乎完全竞争和非竞争兩極之間。
大部分的有形財貨，無論可否多次使用，都属于竞争性，包括私有財等。一個人正在用鋤頭，等於其他人該刻不能用它。但第一個人並沒有「用掉」鋤頭，可見部分竞争性財貨可通過時間來共享。單次使用財貨，例如苹果也是有竞争性的：一个人吃完一个苹果后，该苹果就无法被其他人消费。無形财产也可能是具竞争性。例子包括無線電頻譜和域名。廣義來說，幾乎所有私人財產都具有竞争性。
相反的，非竞争性的財貨不會因正在被使用而導致其他人同時無法使用。大部分非竞争性財貨的例子都是無形財產。電視訊號是非竞争性的財貨的例子：當一個消費者打開電視時，其他人的電視訊號不會減弱或消失。電視本身是竞争性財貨，但訊號不是。其他例子包括美景、國防設施、潔淨的空氣、街燈和安全的社區（包括警力和法庭）。
更廣義來說，大部分知識財產都是非竞争性的。事實上，某些知識財產的價值會隨着更多人使用而增加，這叫做反竞争性，例如愈多人說某一語言，它就愈有價值。
非竞争性的財產能同時被無限的消費者所享用。既沒有竞争性，又沒有排他性的貨品叫做公共財產。主流經濟學家都同意市場機制無法提無足夠的公共財產，所以這些財產要以其他方式提供，包括政府的介入。

## 分類方式
|  |                                      |                          |
|  | 食物、汽车、衣物                     | 漁業資源、水資源、煤炭   |
|  | 卫星电视信号、圖書館、電影、公共交通 | 国防、免费电视节目、知識 |